# ため息が眠らない
「ため息が眠らない」（ためきがねむらない）は、久川綾の3枚目シングル。1995年7月21日に日本コロムビアより発売された。

## 解説
日本コロムビアからリリースされた唯一のシングル。
タイトル曲「ため息が眠らない」はバンダイから発売されたゲーム機「Playdia V」のテーマソング。カップリング曲「連れていけない季節」は新曲録音している。

## 収録曲
1. ため息が眠らない [4:55]
  - 作詞・作曲：西脇唯、編曲：亀田誠治
  - ゲーム機「Playdia V」テーマソング
2. 連れていけない季節 [4:18]
  - 作詞：岸恭子、作曲：小西真理、編曲：上畑正和
3. ため息が眠らない（オリジナル・カラオケ）
4. 連れていけない季節（オリジナル・カラオケ）